# Seville (Ohio)
Seville è un villaggio degli Stati Uniti d'America, situato nello stato dell'Ohio, nella contea di Medina.